# Зовнішня політика Центральноафриканської Республіки
Зовнішня політика Центральноафриканської Республіки — це загальний курс Центральноафриканської Республіки (ЦАР) в міжнародних справах. Зовнішня політика регулює відносини Центральноафриканської Республіки з іншими державами. Реалізацією цієї політики займається міністерство закордонних справ Центральноафриканської Республіки.

## Історія
Відносини ЦАР з колишньою метрополією Францією близькі, але іноді бувають натягнуті. Франція надала значний обсяг фінансової іноземної допомоги ЦАР і допомагала в забезпеченні безпеки цієї країни. У 1996 році збройні сили Франції були введені на територію ЦАР, що викликало обурення місцевих жителів, оскільки вони сприйняли це як захист президента Анж-Фелікса Патассе. До квітня 1998 року Франція вивела велику частину своїх військ з ЦАР, але залишила радників. Станом на 2010 рік 90 відсотків уранових родовищ в Бакум належало приватній корпорації UraMin, 100 % акцій якої належить французькій атомній компанії Orano. Приблизно 75 % енергії Франція отримує з ядерних джерел, що викликає в уряду цієї країни і Orano значний фінансовий інтерес до внутрішньої політики ЦАР.
Китайська Народна Республіка (КНР) неухильно збільшує свій вплив в ЦАР. В умовах зменшення французьких інвестицій та впливу Франції в ЦАР, КНР позиціонує себе основним союзником ЦАР в обмін на доступ до великих покладів урану, золота, заліза, алмазів і, можливо, нафти. Китайська допомога і інвестиції в ЦАР не залежить від дотримання демократичних норм і економічної прозорості, але зацікавлені в сприянні вирішення нестабільності на півночі ЦАР, щоб захистити свої інвестиції і персонал.
ЦАР межує з кількома з найбільш нестабільних країн Африки: Суданом, Чадом, ДР Конго і Республікою Конго. ЦАР приймає біженців з Чаду, Судану, Руанди і ДР Конго. Відносини ЦАР зі своїми сусідами, як правило, є серцевими, але часом бувають напруженими через нестабільність і припливу біженців з цих країн. Судан звинувачував владу ЦАР в тому, що дозволяє суданським повстанцям використовувати свою територію як транзит для поставок зброї. У 1960 році відбулася прикордонна суперечка з Чадом, але в кінці 1994 року країни дійшли згоди спільно забезпечувати безпеку кордонів. ЦАР і ДР Конго також співпрацюють з питань транскордонних питань. ЦАР є активним членом ряду регіональних організацій, в тому числі Центральноафриканського економічного і валютного співтовариства (СЕМАК), Економічного співтовариства країн Центральної Африки (ЕКОЦАС) і Банку держав Центральної Африки (BEAC). Стандартизація податкових, митних та заходів безпеки між центральноафриканськими державами є головною метою зовнішньої політики ЦАР. Крім того, країна є учасником Товариства сахельско-сахарських держав (CEN-SAD) і Африканського союзу. В останні роки КНР, Лівія і, меншою мірою, Туреччина і Судан проявляють підвищений інтерес до співпраці з ЦАР.
30 липня 2016 року президент ЦАР Фостен-Арканжи Туадера прибув в Малабо, столицю Екваторіальної Гвінеї, для участі в Надзвичайному саміті глав держав Центральноафриканського економічного і валютного співтовариства. Головною темою зустрічі став стан переговорів щодо укладення Угоди про економічне партнерство між Європейським союзом і Центральною Африкою.
ЦАР співпрацює зі Світовим банком, Міжнародним валютним фондом, агентствами ООН, Європейським союзом і Африканським банком розвитку. Велику економічну допомогу ЦАР надають Німеччина, Японія, Європейський союз, КНР і Сполучені Штати Америки.
Чотирнадцять країн мають постійні дипломатичні представництва в Бангі, а ЦАР підтримує приблизно таку ж кількість дипломатичних місій за кордоном. Багато великих країн представляють свої інтереси в ЦАР через посольства в сусідніх державах, таких як Чад, Камерун або Демократична Республіка Конго.
З початку 1989 року уряд ЦАР визнає як Ізраїль, так і Палестину.
Раніше Уряд ЦАР визнав республіку Косово, але 27 липня 2019 року визнання було відкликано, тим самим ЦАР стала 14-ю державою, яка відкликала своє визнання.
7 квітня 2024 року Вільям Руто відвідав Центральноафриканську Республіку, це перший раз, коли глава держави Кенії відвідав Центральноафриканську Республіку. Дві країни підписали дві угоди про співпрацю, про обмін технологіями та енергетичну підтримку від Кенії до Центральноафриканської Республіки.